# Merchu
株式会社merchu（めるちゅ）は、兵庫県西宮市にあるPR会社。

## 概要
2017年創業。SNSやWebを通じて、企業、自治体のホームページ制作などを行う。2020年のコロナ禍を機に民間からの受注が減り、行政案件を中心とするようになった。兵庫県を始めとして、広島県、広島市、神戸市、猪名川町、藤沢市などの制作業務を受注した。

## 2024年兵庫県知事選における疑惑
2024年11月20日、merchuの代表取締役・折田楓が、同月17日に投開票された兵庫県知事選挙において再選を果たした斎藤元彦のSNS戦略を担当していたとメディアプラットフォームのnoteや動画サイトで主張した。内容は同知事選における斎藤氏のSNS（X本人アカウント、X公式応援アカウント、Instagram本人アカウント、YouTube）運用について、折田が「監修者として、運用戦略立案、アカウントの立ち上げ、プロフィール作成、コンテンツ企画、文章フォーマット設計、情報選定、校正・推敲フローの確立、ファクトチェック体制の強化、プライバシーへの配慮などを責任を持って行い、信頼できる少数精鋭のチームで協力しながら運用していました」「ご本人（斎藤）は私の提案を真剣に聞いてくださり、広報全般を任せていただくことになりました」と説明されており、merchuが斉藤陣営から報酬を得ていれば公職選挙法違反ではないかとの疑問が相次いだ。
一連の騒動について折田は、11月21日にテレビ朝日の取材に対し、「（弁護士から）答えるなと言われています」「答えないでと言われています」とコメントを避けたことが報じられた。騒動後、折田は記事の一部を書き換え、Facebookの投稿をすべて削除した。
11月26日、神戸市内で同月29日に予定されている「ひょうご仕事と生活のバランス企業表彰」の表彰式に出席を予定していた折田が欠席することが報じられた。また、merchuが主催する同月28日に開催が予定されたSNSの運用セミナーが中止されることもこの日までに明らかになった。
11月27日、斎藤の代理人である弁護士の奥見司が神戸市内でこの件に関して記者会見を開き、ポスター製作費などの名目でmerchuに消費税込み71万5000円を支払ったことを認めつつ、公職選挙法で認められている対価であり違法ではないとした。奥見は「（折田が）あたかも仕事として請け負ったように書いている」とし、斎藤や陣営側は個人の応援活動を依頼していないと述べ、この認識の違いについてはmerchu側に問い合わせることを求めた。斎藤も同日に行われた再選後初の定例記者会見において、「（折田の発信を）事前に聞いていないし内容自体も確認していない。発信後に知った」「若干の戸惑いはある」とコメントした。
12月2日、神戸学院大学教授の上脇博之と元検事で弁護士の郷原信郎が、斎藤と折田を「買収と被買収」という公職選挙法違反の疑いがあるとして刑事告発した。12月16日、神戸地方検察庁と兵庫県警察が告発状を受理した。
2025年1月14日、神戸市議の上原みなみが、斎藤陣営の広報担当から「昨日の会議内容 SNS監修はメルチュさんにお願いする形になりました」とするメッセージを告示前の2024年10月6日にLINEで受け取ったとYoutubeで主張した。
2月7日、神戸地方検察庁と兵庫県警察がmerchuなどの関係先を家宅捜索した。
6月20日、兵庫県警は斎藤元彦を買収、折田楓を被買収の公職選挙法違反容疑で書類送検した。